# Holmträsktjärnen, Norrbotten
Holmträsktjärnen är en sjö i Kalix kommun i Norrbotten och ingår i Kalixälvens huvudavrinningsområde.